# Gare de Flémalle-Grande
La gare de Flémalle-Grande est une gare ferroviaire belge de la ligne 125, de Liège à Namur, située à Flémalle-Grande section  de la commune de Flémalle, en Région wallonne, dans la province de Liège.
C'est une halte voyageurs de la Société nationale des chemins de fer belges (SNCB) desservie par des trains omnibus (L) et d'heure de pointe (P).

## Situation ferroviaire
Établie à 70 mètres d'altitude, la gare de Flémalle-Grande est située au point kilométrique (PK) 9,3 de la ligne 125, de Liège à Namur, entre les gares ouvertes de Jemeppe-sur-Meuse et de Leman.

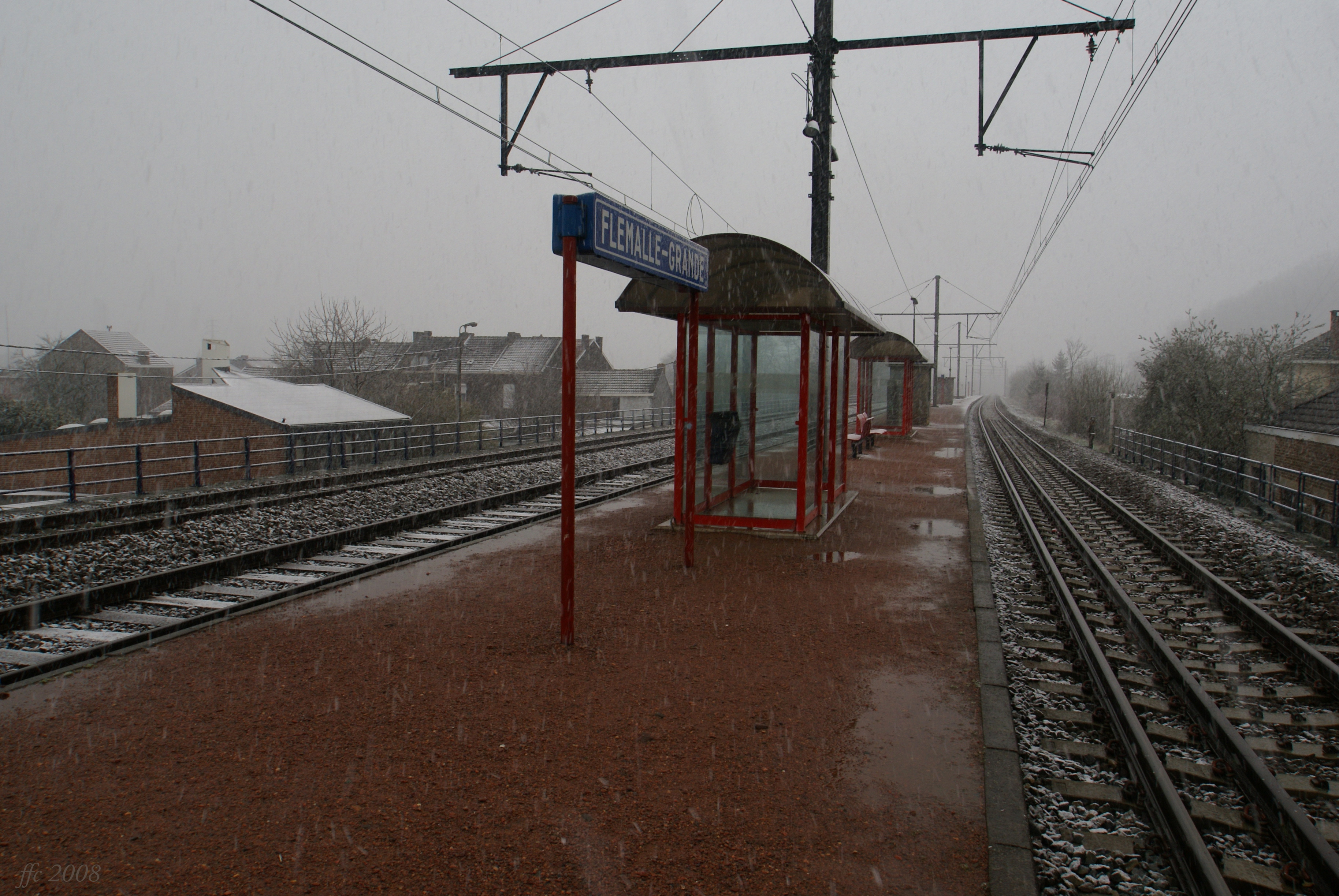
Quai et voies de la halte.

## Histoire
La station de Flémalle-Grande aurait été mise en service le 3 février 1868 par la Compagnie du Nord - Belge entre les gares de Flémalle-Haute et Tilleur ; elle est toutefois mentionnée en 1863 et 1866. La date du 3 février correspond à l'inauguration par la Compagnie du chemin de fer Liégeois-Limbourgeois de la ligne d'Ans (Est) à Flémalle-Haute, à vocation marchandises, dont le tracé est parallèle à la ligne du Nord-Belge à la sortie de Flémalle. Une convention passée en 1867 régit l'usage commun de cette station.
L’État belge reprend le réseau Liégeois-Limbourgeois en 1898. Dans les années 1900-1910, sa contribution financière à la gestion de la gare de Flémalle-Grande est de 37%. Une carte postale d'époque montre les voies de la ligne 32 de l’autre côté de la clôture du quai faisant face au bâtiment voyageurs, de type standard "Nord - Belge".
Le Nord - Belge est finalement nationalisé dans les années 1940. En 1950, la SNCB désaffecte tout le bas de la ligne 32.
La section de Flémalle à Liège de la ligne 125 comportant de nombreux passages à niveau en zone urbaine et industrielle, la SNCB décide de surélever cette dernière, réutilisant partiellement l'emprise de la ligne 32 en direction de Jemeppe-sur-Meuse. À Flémalle-Grande, une première voie est mise sur talus avec un nouveau quai central vers 1970. Le bâtiment des voyageurs disparaît juste après pour permettre la construction du mur de soutènement supportant la seconde voie ainsi qu'une voie marchandises desservant l'usine Cockerill-Sambre.

## Service des voyageurs

### Accueil
Halte SNCB, c'est un point d'arrêt non géré (PANG) à accès libre.

### Dessertes
Flémalle-Grande est desservie par des trains Omnibus (L) et d'heure de pointe (P) de la SNCB qui effectuent des missions entre Liège-Guillemins et Namur (certains trains étant limités à Huy). 
- en semaine, la desserte comprend un train L par heure dans chaque sens ;
- le week-end et les jours fériés ne circule qu'un train L toutes les deux heures.

Il existe également quelques trains supplémentaires (P) en semaine aux heures de pointe :
- un train P, le matin, reliant Statte à Liège-Guillemins ;
- deux autres (un le matin et un l'après-midi) reliant Liège-Guillemins à Huy ;
- un train P, l'après-midi, relie Huy à Liège-Guillemins.

### Intermodalité
Le stationnement des véhicules est possible grâce au parking à proximité.

## Comptage voyageurs
Le graphique et le tableau montrent le nombre de passagers qui en moyenne embarquent durant la semaine, le samedi et le dimanche.
| Nombre de voyageurs qui embarquent à la gare de Flémalle-Grande | Nombre de voyageurs qui embarquent à la gare de Flémalle-Grande | Nombre de voyageurs qui embarquent à la gare de Flémalle-Grande | Nombre de voyageurs qui embarquent à la gare de Flémalle-Grande |
|                                                                 | Semaine                                                         | Samedi                                                          | Dimanche                                                        |
| --------------------------------------------------------------- | --------------------------------------------------------------- | --------------------------------------------------------------- | --------------------------------------------------------------- |
| 1977                                                            | 136                                                             | 43                                                              | 18                                                              |
| 1978                                                            | 177                                                             | 46                                                              | 31                                                              |
| 1979                                                            | 139                                                             | 34                                                              | 15                                                              |
| 1980                                                            | 166                                                             | 78                                                              | 35                                                              |
| 1981                                                            | 203                                                             | 55                                                              | 43                                                              |
| 1982                                                            | 163                                                             | 49                                                              | 21                                                              |
| 1983                                                            | 198                                                             | 54                                                              | 22                                                              |
| 1984                                                            | 141                                                             | 36                                                              | 24                                                              |
| 1985                                                            | 204                                                             | 19                                                              | 18                                                              |
| 1986                                                            | 168                                                             | 30                                                              | 24                                                              |
| 1987                                                            | 206                                                             | 36                                                              | 20                                                              |
| 1988                                                            | 153                                                             | 37                                                              | 30                                                              |
| 1989                                                            | 149                                                             | 30                                                              | 14                                                              |
| 1990                                                            | 118                                                             | 27                                                              | 16                                                              |
| 1991                                                            | 137                                                             | 37                                                              | 14                                                              |
| 1992                                                            | 122                                                             | 35                                                              | 19                                                              |
| 1993                                                            | 122                                                             | 26                                                              | 18                                                              |
| 1994                                                            | 128                                                             | 16                                                              | 8                                                               |
| 1995                                                            | 88                                                              | 14                                                              | 8                                                               |
| 1996                                                            | 113                                                             | 17                                                              | 8                                                               |
| 1997                                                            | 97                                                              | 13                                                              | 16                                                              |
| 1998                                                            | 116                                                             | 28                                                              | 16                                                              |
| 1999                                                            | 70                                                              | 24                                                              | 8                                                               |
| 2000                                                            | 151                                                             | 46                                                              | 34                                                              |
| 2001                                                            | 103                                                             | 15                                                              | 10                                                              |
| 2002                                                            | 112                                                             | 15                                                              | 12                                                              |
| 2003                                                            | 91                                                              | 15                                                              | 10                                                              |
| 2004                                                            | 61                                                              | 6                                                               | 6                                                               |
| 2005                                                            | 89                                                              | 12                                                              | 7                                                               |
| 2006                                                            | 89                                                              | 14                                                              | 8                                                               |
| 2007                                                            | 93                                                              | 12                                                              | 8                                                               |
| 2008                                                            | -                                                               | -                                                               | -                                                               |
| 2009                                                            | 92                                                              | 11                                                              | 12                                                              |
| 2010                                                            | -                                                               | -                                                               | -                                                               |
| 2011                                                            | -                                                               | -                                                               | -                                                               |
| 2012                                                            | 115                                                             | 20                                                              | 13                                                              |
| 2013                                                            | 147                                                             | 19                                                              | 15                                                              |
| 2014                                                            | 129                                                             | 25                                                              | 25                                                              |
| 2015                                                            | 90                                                              | 27                                                              | 20                                                              |
| 2016                                                            | 112                                                             | 13                                                              | 9                                                               |
| 2017                                                            | 80                                                              | 19                                                              | 23                                                              |
| 2018                                                            | 87                                                              | 21                                                              | 20                                                              |
| 2019                                                            | 91                                                              | 29                                                              | 22                                                              |
| 2020                                                            | 74                                                              | 15                                                              | 15                                                              |
| 2021                                                            | -                                                               | -                                                               | -                                                               |
| 2022                                                            | 147                                                             | 64                                                              | 30                                                              |
| 2023                                                            | 129                                                             | 30                                                              | 42                                                              |
| 2024                                                            | 129                                                             | 41                                                              | 42                                                              |